# Campionatul de fotbal din Zanzibar
Campionatul de fotbal din Zanzibar este primul eșalon din sistemul competițional fotbalistic din Zanzibar.

## Echipele sezonului 2010
- Chipukizi (Pemba)
- Duma FC (Pemba)
- Jamhuri FC [Chakechake]  (Pemba)
- JKU FC [Zanzibar] (Unguja)
- KMKM [Zanzibar] (Unguja)
- Konde Stars (Pemba)
- Mafunzo FC (Unguja)
- Malindi FC [Stone Town] (Unguja)
- Miembeni [Zanzibar] (Unguja)
- Mundu SC [Nungwi] (Unguja)
- Polisi [Zanzibar] (Unguja)
- Zanzibar Ocean View (Unguja)

## Foste campioane
| - 1981 : Ujamaa FC - 1982 : Ujamaa FC - 1983 : Small Simba - 1984 : KMKM - 1985 : Small Simba - 1986 : KMKM - 1987 : Miembeni - 1988 : Small Simba - 1989 : Malindi FC - 1990 : Malindi FC | - 1991 : Small Simba - 1992 : Malindi FC - 1993 : Shengeni - 1994 : Shengeni - 1995 : Small Simba - 1996 : Mlandege - 1997 : Mlandege - 1998 : Mlandege - 1999 : Mlandege - 2000 : Kipanga | - 2001 : Mlandege - 2002 : Mlandege - 2003 : Jamhuri FC - 2004 : KMKM - 2005 : Polisi - 2006 : Polisi - 2007 : Miembeni - 2008 : Miembeni - 2009 : Mafunzo FC |